# 67a Divisió (Exèrcit Popular de la República)
La 67a Divisió va ser una unitat de l'Exèrcit Popular de la República que va existir durant la Guerra Civil espanyola, creada sobre la base de les brigades mixtes. Va arribar a estar desplegada als fronts de Terol, Extremadura i Llevant.

## Historial
La unitat va ser creada a la fi d'agost de 1937, en la província de Ciudad Real, formada amb reclutes procedents de les quintes de 1930, 1937 i 1938. El comandament va recaure en el comandant d'infanteria Fulgencio González Gómez. La nova 67a Divisió, que va quedar formada per les brigades mixtes 215a, 216a i 217a, quedaria integrada en el XX Cos d'Exèrcit. La formació i instrucció de la nova unitat es va prolongar fins a final de 1937 i va quedar situada en la reserva general.
Al començament de 1938 va ser enviada al front de Terol, com a reforç de les unitats que ja s'hi trobaven combatent. Després de la seva arribada va substituir la greument infringida 68a Divisió. Durant la posterior batalla de l'Alfambra la unitat va suportar el gruix de l'atac enemic, sortint molt infringida dels combats.
Seria enviada al front d'Extremadura, on va substituir la 45a Divisió Internacional com a força de reserva de l'Exèrcit d'Extremadura. El mes d'abril dues de les seves brigades, la 216a i 217a, van intervenir en una petita ofensiva republicana el sector de Talavera de la Reina. Fins al mes de juliol la unitat va romandre a Extremadura, quan seria substituïda per la 68a Divisió. Va ser enviada com a reforç al front de Llevant, on quedaria agregada al XXII Cos d'Exèrcit. A la seva arribada, tanmateix, els combats havien decrescut significativament. Durant la resta de la contesa va romandre en aquest front, sense prendre part en operacions militars de rellevància.
Cap al final de la contesa la divisió estava agregada al XIII Cos d'Exèrcit.

## Comandaments
Comandants
- Comandant d'infanteria Fulgencio González Gómez;[10][11]

Comissaris
- José Villanueva Márquez, de la CNT;[12]
- Pelayo Tortajada Martín, del PCE;[13]

Caps d'Estat Major
- comandant de cavalleria Leopoldo Ortega Nieto;[10]

## Ordre de batalla
| Data             | Cos d'Exèrcit adscrit | Brigades Mixtes integrades | Front de batalla |
| ---------------- | --------------------- | -------------------------- | ---------------- |
| Novembre de 1937 | XX Cos d'Exèrcit      | 215a, 216a i 217a          | Reserva general  |
| Abril de 1938    | VIII Cos d'Exèrcit    | 215a, 216a i 217.ª         | Extremadura      |
| Agost de 1938    | XXII Cos d'Exèrcit    | 16a, 215a i 217a           | Llevant          |